# カニツリグサ
カニツリグサTrisetum bifidum (Thunb.) Ohwi は、軟弱なイネ科植物。初夏に穂を出す。よじれたような芒が特徴。

## 特徴
高さ40-70cmほどになる華奢な多年草。地下茎はなく、茎は束生する。葉は茎の節から出て、長さ10-20cm、幅は3-5mm、無毛か、まばらに柔らかい毛がある。花は5-6月に咲く。花序は茎の先端から伸び出し、円錐花序をなし、先端は垂れる。主軸の節からはそれぞれ２本の枝が出て、その全体に小穂がやや間をあけて付く。小穂は軸に沿う。
小穂は緑か、黄色みを帯び、光沢がある。長さは6-8mm、2-3個の小花を含む。包穎は披針形、第二包穎は5-6mmと護穎に近いのに、第一包穎が特に小さくて2-3mmしかない。護穎は5-7mm、背面には小さな突起する点が並ぶ。その先端の形が独特で、先端の両側が突き出していて、ちょうど尖った先端を切り込んだようになっている。その切れ込みの底に当たる先端から長さ6-10mmもある細長い芒が出る。この芒は真っ直ぐではなく、途中からよじれるように外側に反る。その程度は様々で、基部近くで大きく反るものから、中程に近いところでよじれるように少し反るものまである。
名前の由来は蟹釣り草で、子どもの遊びにこの草の茎をカニの穴に入れて釣り出す、というのがあったことによる。

## 生育環境
草地や林縁、道ばたなどによく見られる。

## 分布
北海道から九州までの各地でごく普通に見られる。国外では朝鮮、中国大陸と台湾から知られる。

## 利害
実質的にはない。

## 分類
日本には他にも近縁種があり、その姿も似ているが、他の種はすべて高山や亜寒帯に当たる地域にあり、平地で見られるのはこの種だけである。よじれた芒が特徴で、護穎の先端が切り込まれているのを確認すれば、ほぼ間違いなく同定できる。